# Angelo Orlando (politico)
Angelo Orlando (Guardiagrele, 4 agosto 1949) è un politico italiano.

## Biografia
Insegnante, viene eletto al Senato della Repubblica nel 1994 nelle file del Progressisti, in quota Rifondazione Comunista, e per la XII legislatura fa parte della Commissione Finanze e Tesoro e di quella Agricoltura. Ricandidato alle elezioni politiche del 1996, viene sconfitto nel collegio uninominale di Teramo, concludendo la propria esperienza parlamentare.
Dall'aprile del 2000 è per due mandati consigliere regionale in Abruzzo sempre per il PRC, restando in carica fino al 2008.
Alle elezioni amministrative del giugno 2009 è candidato Presidente della Provincia di Chieti da parte di una lista formata da Rifondazione Comunista e Comunisti Italiani, ottenendo il 3,4% dei voti e venendo quindi eletto consigliere provinciale. Si dimette da tale incarico il 30 luglio 2010.
A marzo 2010 si candida a sindaco di Guardiagrele per la coalizione di centrosinistra, venendo battuto per poco più di venti voti dal candidato del centro-destra Sandro Salvi. Resta consigliere comunale di opposizione fino al dicembre 2014, quando si dimette.
Nel 2018 scrive il libro Caligola e l'attaccapanni per Edizioni Menabò.